# Thỏ Mellerud

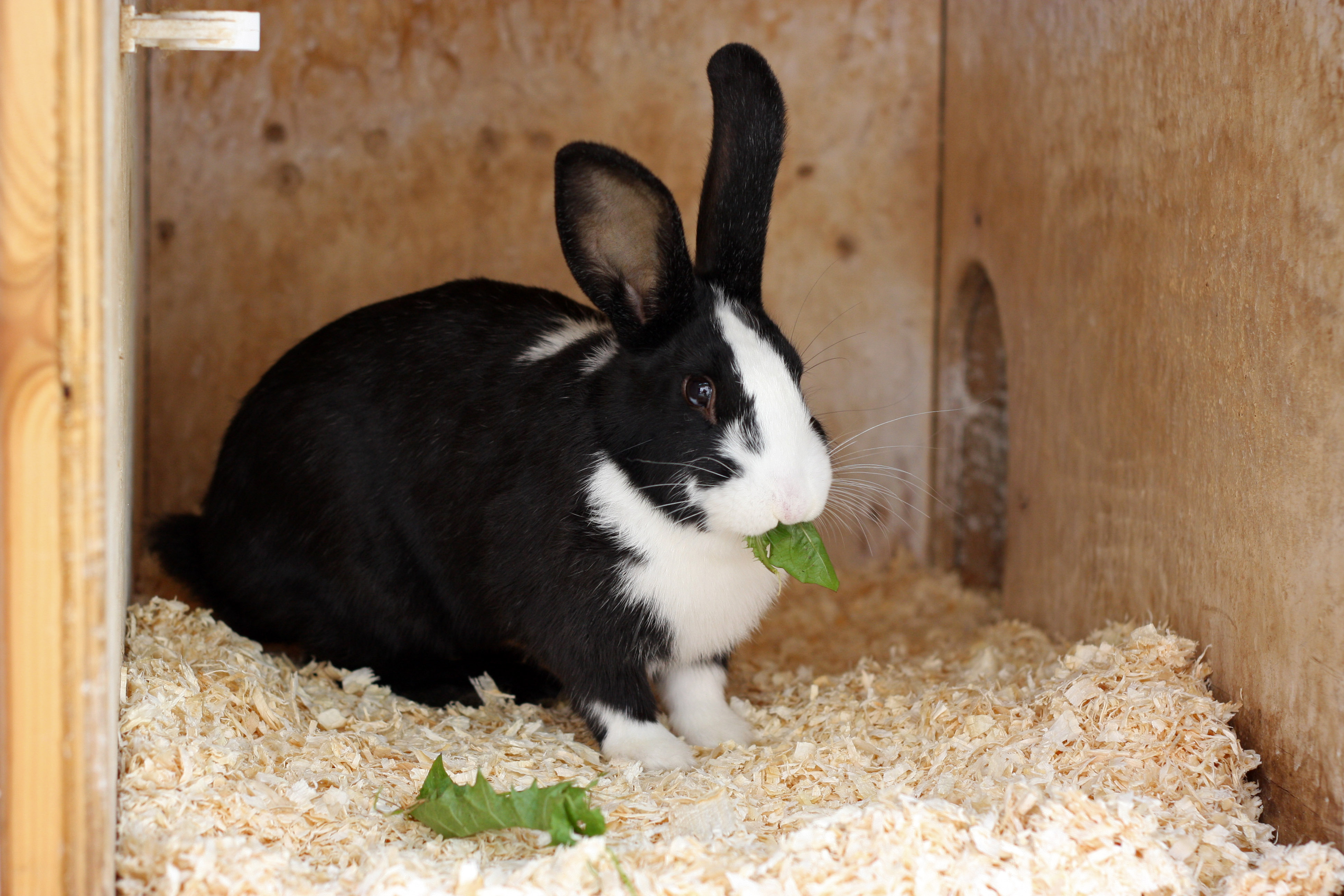
Một con thỏ Mellerud

Thỏ Mellerud là một giống thỏ có nguồn gốc từ Thụy Điển. Chúng là những con thỏ có kích thước trung bình trong đó có sắc bạch tạng hoặc màu đen với các đốm trắng. Thỏ Mellerud là giống vật nuôi chính thức ở Landrace thuộc Thụy Điển và được coi là một loại cực kỳ nguy cấp.

## Lịch sử
Thỏ Mellerud gắn một phần của lịch sử với thỏ Gotland nổi tiếng hơn. Cả hai giống bản địa có nguồn gốc từ dòng cũ của thỏ trang trại đã được một lần phổ biến trên khắp Thụy Điển. Những thỏ được gọi là bondkaniner ('trang trại thỏ') trong khi đầu năm 1881 và được giữ chủ yếu để lấy thịt và những tấm da. Vào những năm 1900 trang trại thỏ biến mất khỏi hầu hết các vùng của đất nước đang được phần lớn được cho là đã tuyệt chủng.
Trong cuối những năm 1990, một vài con thỏ của các loại trang trại cũ đã được phát hiện trong sự chăm sóc của một người phụ nữ lớn tuổi, gọi là "Edith i Sjöskogen", sống trong Mellerud. Cô đã giữ thỏ ít nhất là từ năm 1937, mặc dù các dòng được cho là lớn tuổi vẫn còn. Việc lai xa chỉ biết đến đã được thực hiện vào năm 1968, khi hai con thỏ màu đen và trắng. Dân số trước đó đã bao gồm 15-20 loài động vật trên trung bình, giảm hạ thấp con số trong những năm gần đây. Tổng cộng có 7 loài động vật đã được mua lại từ Edith vào đầu những năm 2000, cung cấp các động vật móng cho một dự án nhân giống để bảo tồn dòng. Cáccon thỏ Mellerud được công nhận là giống vật nuôi Landrace bởi Jordbruksverket trong năm 2011. 

## Đặc điểm
Các con thỏ Mellerud thỏ cũng tương tự như con thỏ Gotland về kết cấu. Nó là một con thỏ cỡ trung bình với một trọng lượng lớn 3-3,5 kg (6,6-7,7 lbs). Cơ thể của con cái là tương đối dài với một cái đầu đẹp trong khi con đực thường là hơi nhỏ gọn hơn với một cái đầu tròn và mõm dày hơn. Không có sự khác biệt trọng lượng giữa các giới tính. Tai có chiều dài trung bình và tương đối mỏng, chỉ hơn là tròn. Đôi mắt có phần lớn. Đôi mắt nâu, màu xanh hoặc một hỗn hợp của cả hai.
Bộ lông ngắn và mịn. Màu sắc là một trong hai thể bạch tạng hoặc đen với đốm trắng như thỏ Hà Lan. Bởi vì các nhà lai tạo đã cố gắng để tiêu chuẩn hóa các dấu hiệu trong sự đa dạng, có một mức độ cao hơn của sự biến đổi trong các mảng trắng hơn so với hầu hết các giống truyền thống. Hầu hết thỏ Mellerud có sắc rọ mõm trắng, đám cháy ở những mức độ khác nhau, mặt trước màu trắng của ngực. Màu trắng cũng có thể mở rộng và bao gồm các bên của khuôn mặt, vai, lưng hoặc hai chân sau.
Tính khí của con thỏ Mellered được mô tả là năng động và tò mò. Thỏ Mellerud thường được coi là có phần điềm tĩnh hơn so với thỏ Gotland, nhưng lại yêu cầu rất ít thức ăn. Thỏ Mellerud thỏ thường khỏe mạnh và thích nghi để sống ngoài trời quanh năm. Những nhà nhân giống thỏ phấn đấu để tạo ra động vật có thể bao gồm trên các loại thức ăn tự nhiên, chủ yếu là một hay chất lượng tốt, có thể được thay thế bằng cỏ tươi và thực vật không độc hại khác trong mùa hè. Điều quan trọng là con thỏ luôn luôn được sử dụng nước sạch
Dạ dày chúng co giãn tốt nhưng co bóp yếu. Nhiều con bị chứng sâu răng hành hạ và có vấn đề về tiêu hóa. Chúng cũng bị mắc một số bệnh như bại huyết, ghẻ, cầu trùng, viêm ruột, do ăn thức ăn sạch sẽ, không bị nấm mốc. Nếu thấy chúng có hiện tượng phân hôi, nhão sau đó lỏng dần thấm dính đét lông quanh hậu môn, kém ăn, lờ đờ uống nước nhiều đó là bệnh tiêu chảy. 

## Chăm sóc
Cho ăn cà rốt có thể khiến chúng bị sâu răng, cũng như gây nên những vấn đề về sức khỏe khác. Cà rốt và táo chứa nhiều đường thực vật, chỉ nên cho thỏ ăn những loại này ít. Chúng thích cam thảo nhưng nó lại không tốt bởi thỏ không thể tiêu hóa đường. Chúng thông thường không ăn rau củ có rễ, ngũ cốc hoặc trái cây, đặc biệt là rau diếp. Nên cho thỏ ăn cỏ, cải lá xanh đậm như bắp cải, cải xoăn, bông cải xanh.
Luôn có thức ăn xanh trong khi chăm sóc, lượng thức ăn xanh cho chúng luôn chiếm 90% tổng số thức ăn trong ngày. Có thể cho chúng ăn thêm thức ăn tinh bột, không được lạm dụng vì chúng sẽ dễ bị mắc bệnh về đường tiêu hóa dẫn đến chết. Nhiều người cho rằng thỏ không cần uống nước là sai. Thỏ chết không phải do uống nước hay ăn cỏ ướt mà vì uống phải nước bẩn và ăn rau bị nhiễm độc.